# Juha Lind
Pour les articles homonymes, voir Lind.
Temple de la renommée finlandais : 2012
Juha Lind (né le 2 janvier 1974 à Helsinki en Finlande) est un joueur professionnel finlandais de hockey sur glace qui évolue au poste d'ailier gauche.

## Carrière
Lind commença sa carrière dans sa ville natale avec le Jokerit Helsinki. Il fut choisi au repêchage de 1992 par les North Stars du Minnesota. En 1997, il rejoint les Stars de Dallas avec qui il joue pendant deux saisons avant d'être échangé aux Canadiens de Montréal contre Scott Thornton. En 2001, il revient en Europe pour jouer avec le Södertälje SK en Suède. Après trois saisons, il retourne en Suède avec le Jokerit. Il passe ensuite par les championnats autrichiens et suédois à nouveau et revient à nouveau en Finlande, en 2008, avec le club de ses débuts.
Il a également joué pour l'équipe de Finlande de hockey sur glace avec laquelle il a remporté la médaille d'argent aux Jeux olympiques de 1998.
Son père, Arvi Lind est un ancien présentateur de télévision.

## Statistiques
| Saison     | Équipe                | Ligue       |     | Saison régulière | Saison régulière | Saison régulière | Saison régulière | Saison régulière |    | Séries éliminatoires | Séries éliminatoires | Séries éliminatoires | Séries éliminatoires | Séries éliminatoires |
| Saison     | Équipe                | Ligue       | PJ  | B                | A                | Pts              | Pun              | PJ               | B  | A                    | Pts                  | Pun                  |                      |                      |
| 1992-1993  | Jokerit Helsinki      | SM-liiga    | 6   | 0                | 0                | 0                | 2                |                  |    |                      |                      |                      |                      |                      |
| 1993-1994  | Jokerit Helsinki      | SM-liiga    | 47  | 17               | 11               | 28               | 37               | 11               | 2  | 5                    | 7                    | 4                    |                      |                      |
| 1994-1995  | Jokerit Helsinki      | SM-liiga    | 50  | 10               | 8                | 18               | 12               | 11               | 1  | 2                    | 3                    | 6                    |                      |                      |
| 1995-1996  | Jokerit Helsinki      | SM-liiga    | 50  | 15               | 22               | 37               | 32               | 11               | 4  | 5                    | 9                    | 4                    |                      |                      |
| 1996-1997  | Jokerit Helsinki      | SM-liiga    | 50  | 16               | 22               | 38               | 28               | 9                | 5  | 3                    | 8                    | 0                    |                      |                      |
| 1997-1998  | K-Wings du Michigan   | LIH         | 8   | 2                | 2                | 4                | 2                | --               | -- | --                   | --                   | --                   |                      |                      |
| 1997-1998  | Stars de Dallas       | LNH         | 39  | 2                | 3                | 5                | 6                | 15               | 2  | 2                    | 4                    | 8                    |                      |                      |
| 1998-1999  | Jokerit Helsinki      | SM-liiga    | 50  | 20               | 19               | 39               | 22               | 3                | 3  | 1                    | 4                    | 2                    |                      |                      |
| 1999-2000  | Stars de Dallas       | LNH         | 34  | 3                | 4                | 7                | 6                | --               | -- | --                   | --                   | --                   |                      |                      |
| 1999-2000  | Canadiens de Montréal | LNH         | 13  | 1                | 2                | 3                | 4                | --               | -- | --                   | --                   | --                   |                      |                      |
| 2000-2001  | Citadelles de Québec  | LAH         | 3   | 1                | 1                | 2                | 0                | --               | -- | --                   | --                   | --                   |                      |                      |
| 2000-2001  | Canadiens de Montréal | LNH         | 47  | 3                | 4                | 7                | 4                | --               | -- | --                   | --                   | --                   |                      |                      |
| 2001-2002  | Södertälje SK         | Elitserien  | 41  | 16               | 10               | 26               | 10               | --               | -- | --                   | --                   | --                   |                      |                      |
| 2002-2003  | Södertälje SK         | Elitserien  | 47  | 17               | 9                | 26               | 24               | --               | -- | --                   | --                   | --                   |                      |                      |
| 2003-2004  | Södertälje SK         | Elitserien  | 49  | 13               | 11               | 24               | 28               | --               | -- | --                   | --                   | --                   |                      |                      |
| 2004-2005  | Jokerit Helsinki      | SM-liiga    | 56  | 15               | 19               | 34               | 24               | 12               | 3  | 2                    | 5                    | 2                    |                      |                      |
| 2005-2006  | EC Red Bull Salzbourg | ÖEL         | 45  | 14               | 26               | 40               | 12               |                  |    |                      |                      |                      |                      |                      |
| 2006-2007  | EC Red Bull Salzbourg | ÖEL         | 53  | 17               | 31               | 48               | 48               |                  |    |                      |                      |                      |                      |                      |
| 2007-2008  | Leksands IF           | Allsvenskan | 44  | 16               | 32               | 48               | 12               |                  |    |                      |                      |                      |                      |                      |
| 2008-2009  | Jokerit Helsinki      | SM-liiga    | 55  | 12               | 10               | 22               | 28               | 5                | 0  | 0                    | 0                    | 0                    |                      |                      |
| 2009-2010  | Jokerit Helsinki      | SM-liiga    | 58  | 5                | 9                | 14               | 16               | 3                | 0  | 1                    | 1                    | 0                    |                      |                      |
| Totaux LNH | Totaux LNH            | Totaux LNH  | 133 | 9                | 13               | 22               | 20               | 15               | 2  | 2                    | 4                    | 8                    |                      |                      |